# Vilec

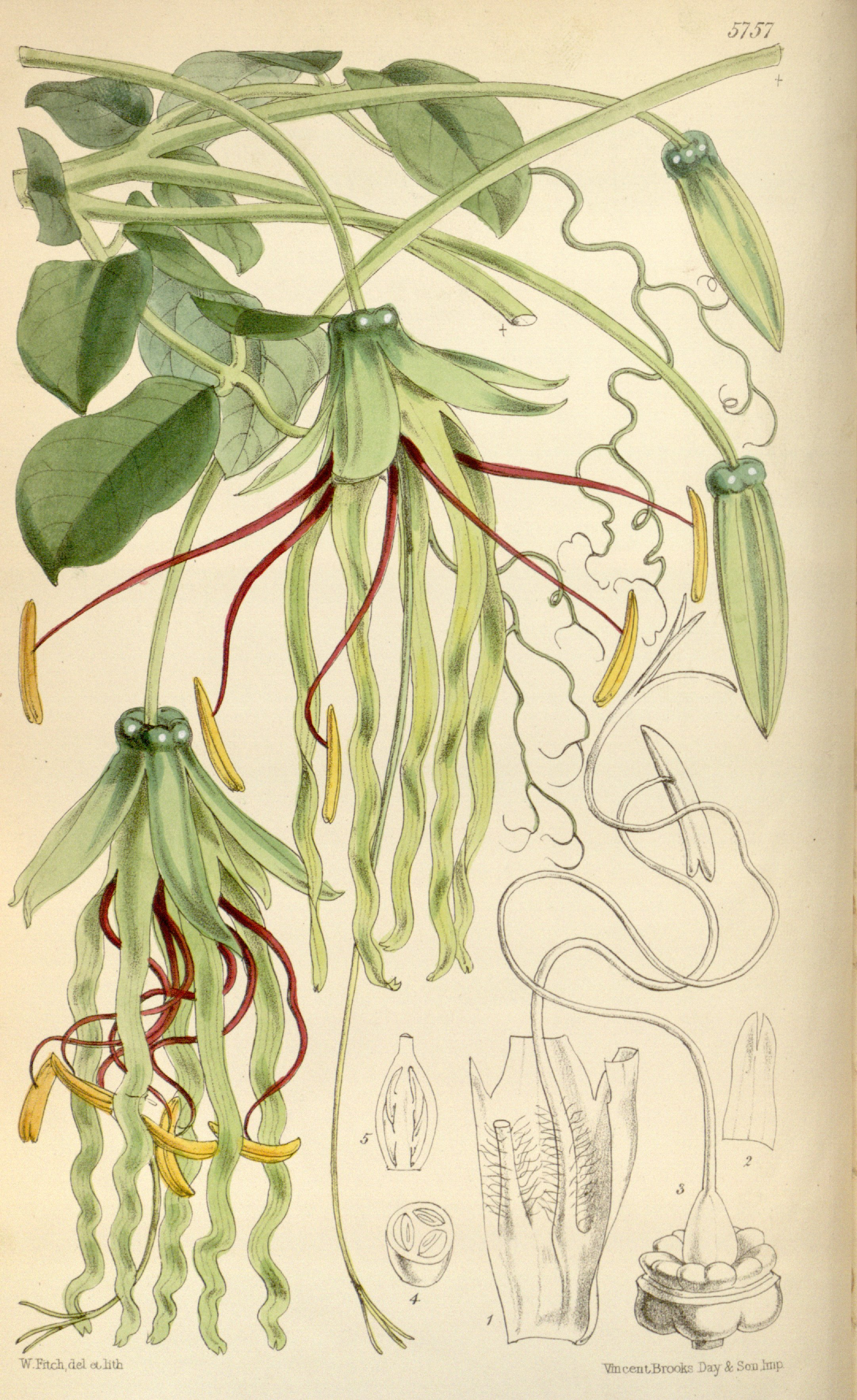
Ilustrace Cobaea penduliflora

Vilec (Cobaea), česky též kobea, je rod rostlin z čeledi jirnicovité (Polemoniaceae). Jsou to popínavé byliny nebo dřevnaté liány se zpeřenými listy opatřenými větvenými úponky. Květy jsou zvonkovité nebo nálevkovité, opylované nejčastěji netopýry nebo můrami. Plodem je tobolka. Rod zahnuje 17 druhů a je rozšířen v horských oblastech tropické Ameriky od Mexika po Peru. Většina druhů jsou vzácné rostliny s omezeným počtem populací. Jediným významnějším druhem je vilec šplhavý, pěstovaný jako pohledná okrasná popínavka a okrajově využívaný v domorodé medicíně.

## Popis
Vilce jsou vytrvalé nebo krátkověké popínavé byliny či dřevnaté liány, dorůstající délky až 25 metrů. Listy jsou střídavé, řapíkaté, zpeřené, složené ze 2 až 4 párů lístků, s vrcholovým lístkem přeměněným v úponek. Žilnatina je zpeřená. Úponky jsou velké (až 20 cm dlouhé), větvené, s každou větví zakončenou dvojicí háčků. Při hledání opory se úponek nejprve zachycuje háčky a posléze se po celé délce svinuje.
Květy jsou jednotlivé nebo po několika v chudých dichaziálních vrcholících, podepřených většinou dvěma listeny připomínajícími listy. Kalich je většinou zelený, vytrvalý, složený z 5 pouze na bázi krátce srostlých kališních lístků. Koruna je zelená, purpurová, růžová, bílá nebo žlutá, nálevkovitá nebo zvonkovitá, pravidelná. Korunní trubka je asi 2 až 7 cm dlouhá, zakončená pěti 1 až 5 cm dlouhými, široce vejčitými až dlouze čárkovitými laloky. Tyčinek je 5 a jsou přirostlé při bázi korunní trubky, s prašníky zpravidla vyčnívajícími z květu. Semeník je svrchní, srostlý ze 3 plodolistů a se stejným počtem komůrek. Nese dlouhou a tenkou čnělku zakončenou 3 bliznovými rameny a spočívá na velkém, pětilaločném nektáriovém disku. Plodem je přehrádkosečná tobolka obsahující plochá, poměrně velká, často široce křídlatá semena.

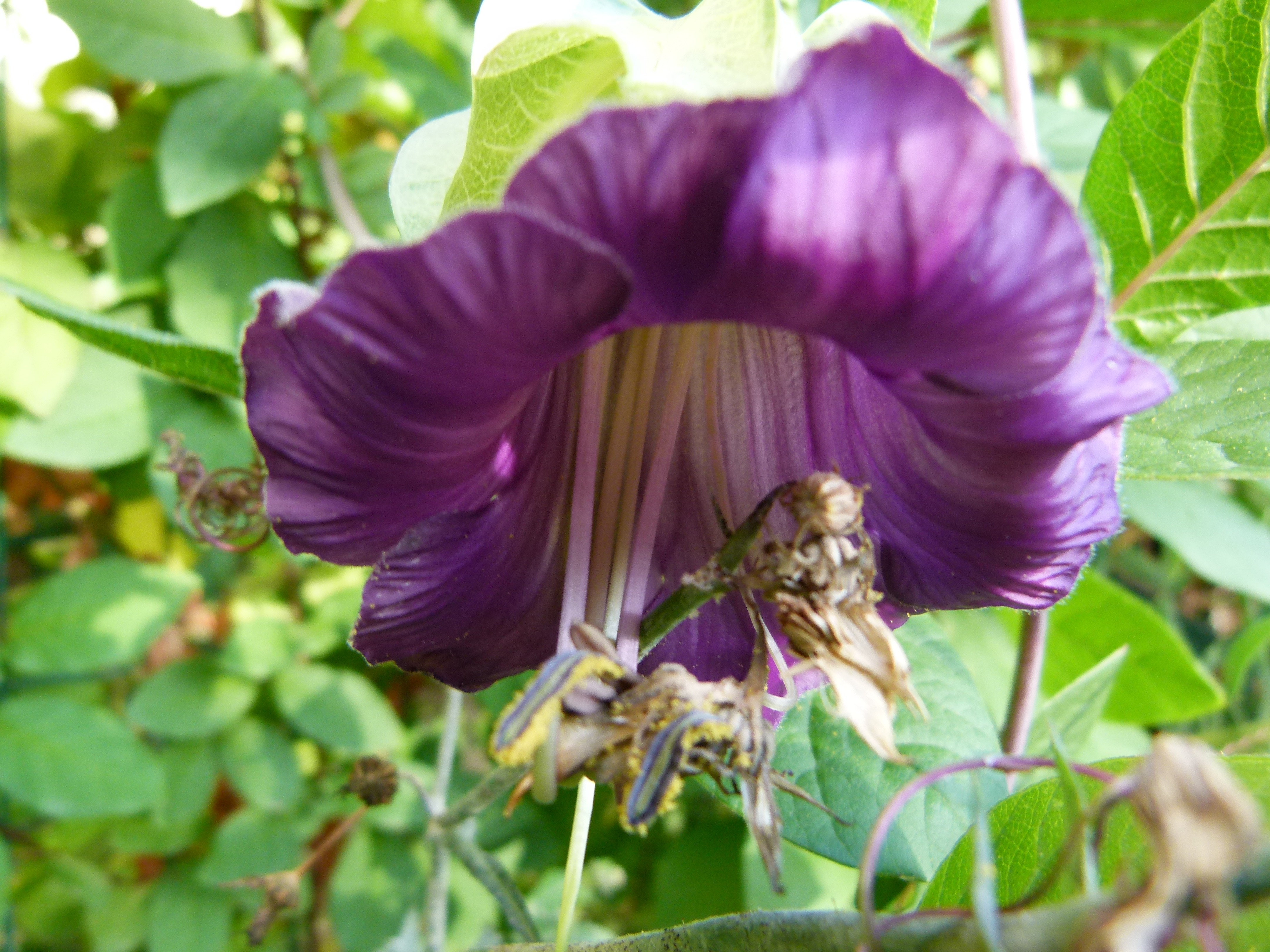
Detail květu vilce šplhavého
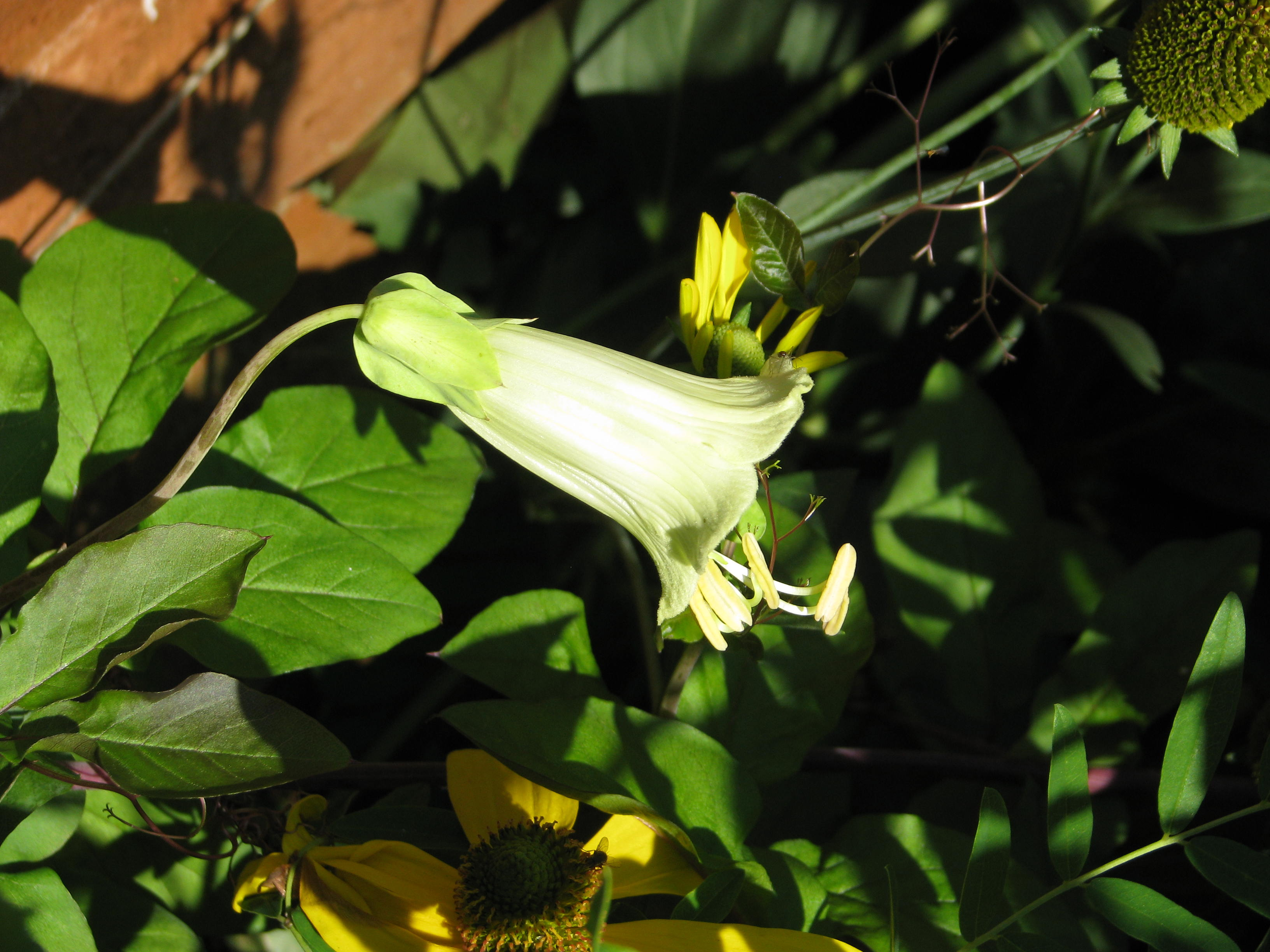
Cobaea pringlei
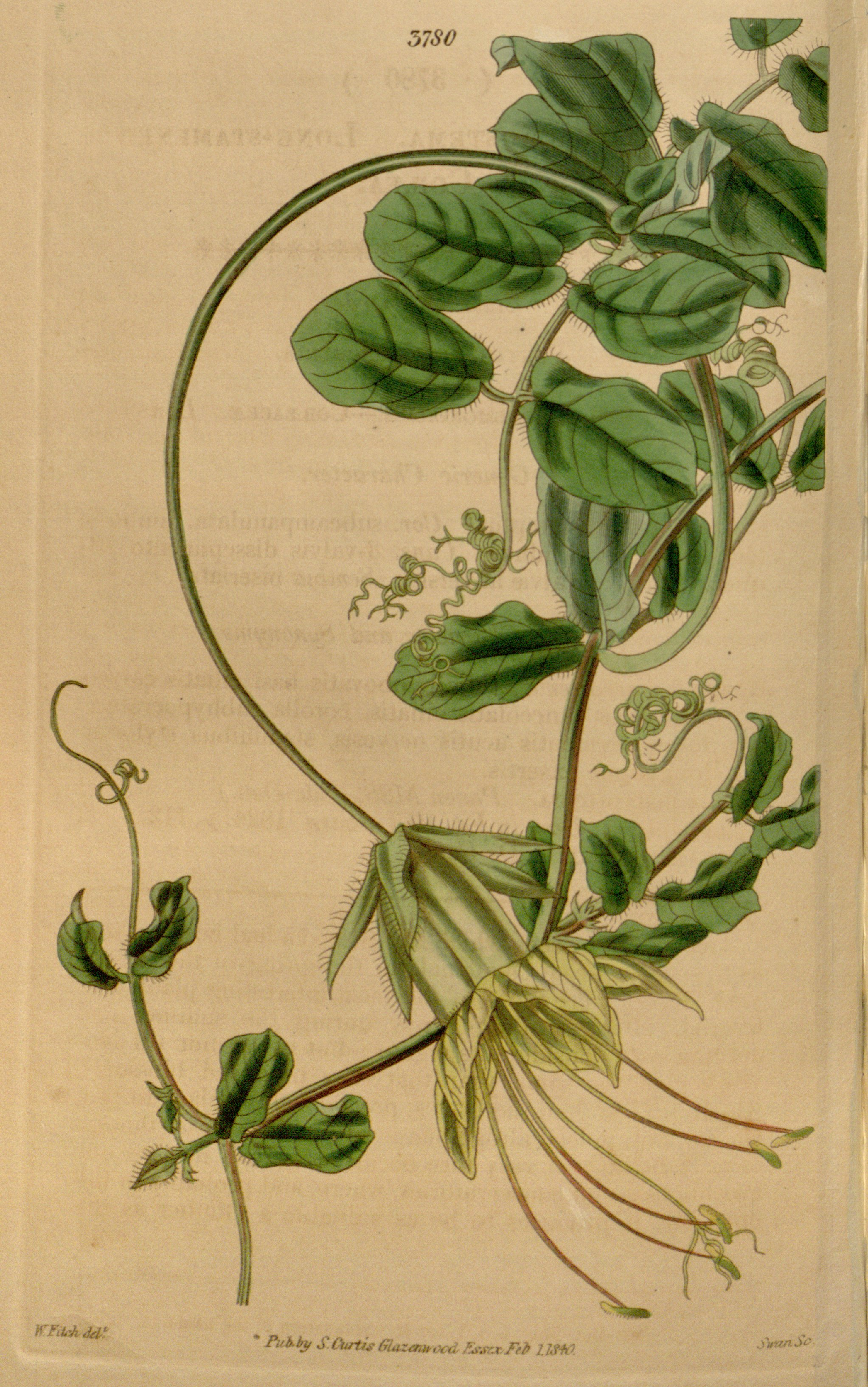
Ilustrace Cobaea lutea
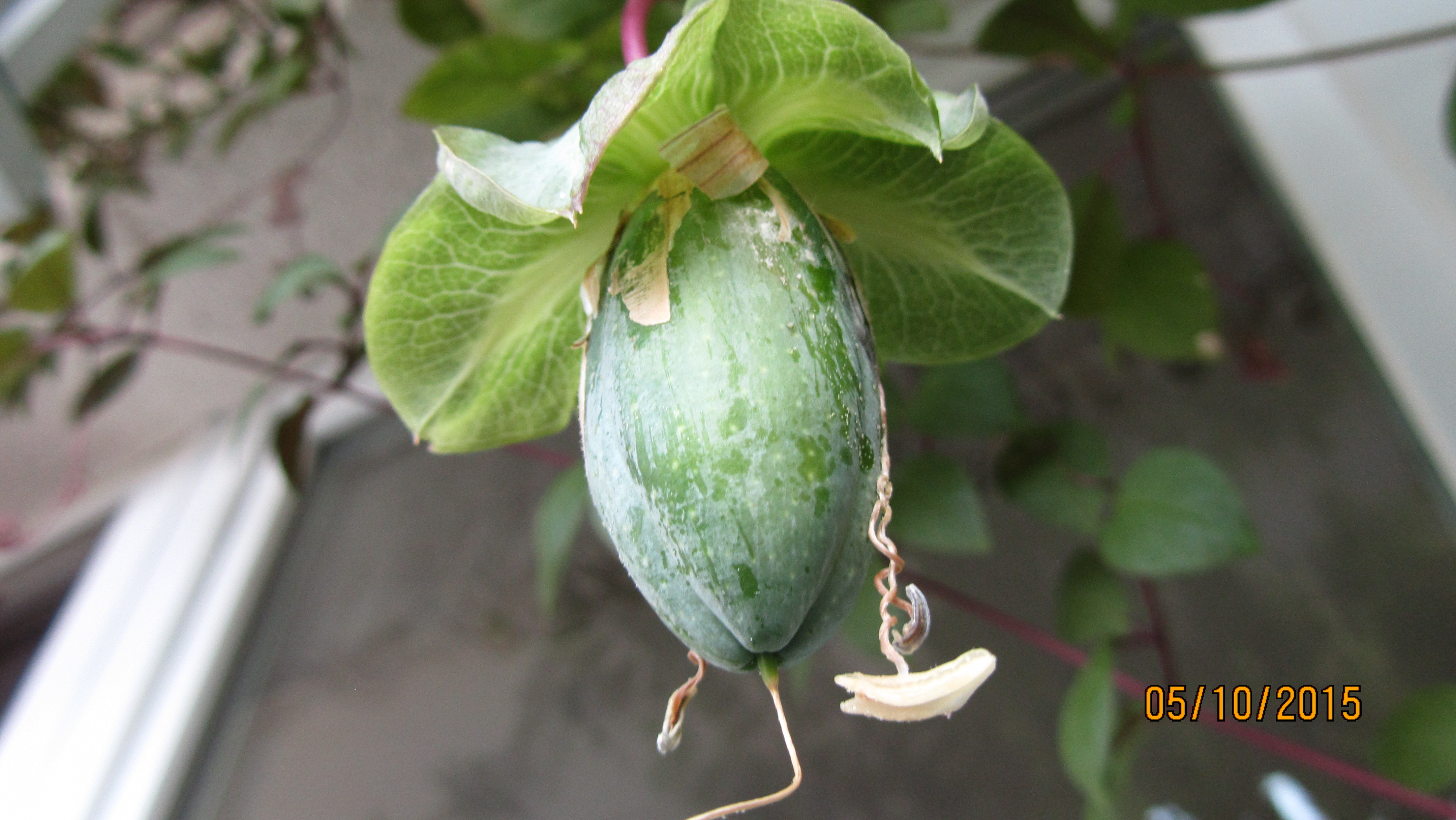
Nedozrálý plod vilce šplhavého

## Rozšíření
Rod vilec zahrnuje 17 druhů. Je přirozeně rozšířen výhradně v tropické Americe od severního Mexika po Peru. Areál lze rozčlenit do 3 oblastí: Jedna zahrnuje Andy na severozápadě jižní Ameriky, další Mexickou vysočinu a třetí Střední Ameriku spolu s Venezuelou. Za oblast původu rodu je považováno Mexiko, k jeho rozšíření směrem na jih došlo dálkovým přenosem a následnou speciací. Vilec šplhavý zdomácněl vlivem pěstování i v některých jiných oblastech tropů a subtropů.
Vilce rostou charakteristicky ve středních a vyšších nadmořských výškách v biotopu horského mlžného lesa. Většina druhů jsou stenoendemity relativně nevelkých území, známé jen z omezeného počtu populací. Největší rozšíření mají druhy Cobaea lutea a Cobaea pringlei, ani ony ale nejsou v přírodě běžné a jejich celkový areál je složen z navzájem izolovaných populací.

## Ekologické interakce
Nápadná rozrůzněnost vzhledu a morfologie květů různých druhů vilců souvisí s adaptací na různé typy opylovačů. Květy vilce šplhavého jsou opylovány netopýry a vykazují syndrom charakteristický pro tento způsob opylování. Květy jsou dlouze stopkaté, se široce rozevřenou korunní trubkou a poskytují množství snadno přístupného nektaru. Rozkvétají navečer, v průběhu první noci jsou bledě zelené, s méně příjemným pachem, dozrávají v nich prašníky a uvolňuje se pyl. V následném období se zbarvují do purpurova, vůně se stává sladkou a blizny jsou schopny oplození. Netopýry jsou opylovány i květy Cobaea aschersoniana a Cobaea trianae. Květy C. aschersoniana navštěvují i kolibříci a včely, podle všeho však nejsou efektivními opylovači. Cobaea penduliflora je přizpůsobena opylování můrami. Květy Cobaea lutea a Cobaea rotundifolia jsou samosprašné a často u nich dochází k samoopylení. U řady druhů není způsob opylování dosud znám.
Křídlatá semena jsou šířena větrem.

## Obsahové látky a jedovatost
Ze sekundárních metabolitů byly ve vilcích zjištěny flavonoidy. Purpurové zbarvení je způsobeno anthokyany.
Vilce nejsou uváděny v přehledech jedovatých rostlin a zřejmě se jedná o nejedovaté rostliny.

## Taxonomie
Rod Cobaea je v rámci čeledi Polemoniaceae řazen do podčeledi Cobaeoideae a tribu Cobaeeae jako jediný rod daného tribu.
Rod se v řadě jedinečných morfologických znaků výrazně odlišuje od ostatních rodů jirnicovitých (šplhavý habit, zpeřené listy zakončené úponkem, květy s velkou zvonkovitou korunou a téměř volnými kališními lístky, přehrádkosečné tobolky, morfologie a velikost pylových zrn). To vedlo v historii k řadě posunů v zařazení do čeledi. Rod popsal v roce 1791 Antonio José Cavanilles, který jej zařadil do čeledi Bignoniaceae. Pojmenoval jej na počest jezuitského kněze a přírodozpytce jménem Barnabas Cobo. Do čeledi Polemoniaceae jej poprvé zařadil v roce 1794 Étienne Pierre Ventenat. Christiaan Hendrik Persoon jej v roce 1805 přeřadil do čeledi Convolvulaceae. David Don jej v roce 1824 zařadil do samostatné čeledi Cobaeaceae. Toto řešení upřednostnila i řada dalších pozdějších taxonomů, mezi jinými Dumortier a nověji Dahlgren nebo Tachtadžjan. Někteří z těchto taxonomů kladli rod Cobaea do blízkosti Polemoniaceae, jiní do blízkosti Bignoniaceae. Světlo do celé záležitosti vnesly výsledky molekulárních studií. Ty ukázaly, že rod je součástí bazální vývojové větve čeledi Polemoniaceae, podčeledi Cobaeoideae. Vnější podobnost s čeleděmi Convolvulaceae či Bignoniaceae (šplhavý habit, charakter květů) vznikla konvergentním vývojem. Nejblíže příbuzným rodem je Bonplandia (2 druhy v Mexiku a Guatemale) a Cantua (18 druhů v Jižní Americe).

## Zástupci
- vilec šplhavý (Cobaea scandens)

## Význam
Vilec šplhavý (Cobaea scandens) je poměrně často pěstován jako vzrůstná okrasná popínavka, a to i v bělokvěté varietě. V teplých oblastech světa a ve sklenících jej lze pěstovat celoročně, v oblastech mírného pásu se pěstuje jako letnička. Vyžaduje slunné stanoviště. Množí se jarním výsevem semen, případně řízkováním.
V severním Mexiku je v omezené míře pěstován i druh Cobaea pringlei.
Čaj z listů vilce šplhavého je místně podáván při léčení kašle.